# San Martino Alfieri
San Martino Alfieri – miejscowość i gmina we Włoszech, w regionie Piemont, w prowincji Asti.
Według danych na styczeń 2009 gminę zamieszkiwało 730 osób przy gęstości zaludnienia 99,2 os./1 km².